# Orcop
Orcop är en by och en civil parish i Storbritannien. Den ligger i grevskapet Herefordshire och riksdelen England, i den södra delen av landet, 190 km väster om huvudstaden London.